# Pangarap na Bituin
Pangarap na Bituin é uma telenovela filipina produzida e exibida pela ABS-CBN, cuja transmissão ocorreu em 2007.

## Elenco
- Sarah Geronimo - Emerald Gomez
- Jericho Rosales - Terrence Rodriguez
- Rica Peralejo - Bridgette Ramirez